# Facultad de Náutica de Barcelona
La Facultad de Náutica de Barcelona  es un centro educativo en la ciudad de Barcelona. También se conoce históricamente como Escuela Náutica de Barcelona, y forma parte de la Universidad Politécnica de Cataluña. El edificio que acoge la escuela está en el Pla de Palau, en un extremo del barrio de la Barceloneta colindante con el barrio de San Pedro, Santa Catalina y la Ribera. En la actualidad la Facultad es uno de los centros de enseñanza marítima con mayor prestigio a nivel internacional. En el año 2018 fue la sede de la Asociación Internacional de Universidades Marítimas (IAMU), que celebró su Asamblea General en la FNB.
La Facultad recibió el 2 de mayo de 2019 la Creu de Sant Jordi, máximo galardón  que otorga la Generalidad de Cataluña por su "valiosa contribución formativa y docente de calidad reconocida, con el objetivo de formar profesionales altamente cualificados".
En febrero de 2020, el ayuntamiento de Barcelona concedió a la FNB la medalla de oro al mérito científico, que otorgó a la centenaria entidad "por su actuación formativa y docente de calidad reconocida, con el objetivo de formar profesionales altamente calificados, y por su contribución a hacer de Barcelona una capital marítima".

## Historia
La Escuela de Náutica de Barcelona se fundó en 1769 en Barcelona a iniciativa del piloto de altura Sinibald de Mas, después de que la Real Junta General de Comercio y Moneda de Madrid le diera el permiso. Con la intención de fomentar los conocimientos prácticos de náutica y favorecer la navegación, la historia de la Escuela se inicia con el beneplácito del rey Carlos III. Su nacimiento se  enmarca en la época de la recuperación económica en el siglo XVIII y en la estela de la supresión del monopolio de Cádiz para el comercio con las Américas (ver Flota de Indias).

El edificio donde se instaló la Escuela se encontraba en la Barceloneta y fue pasando por varios lugares de la ciudad. En sus inicios se había situado en la Casa de la Lonja, y después estuvo en un piso de los porches de en Xifré. Finalmente, a finales de la década de 1920 se decidió construir un edificio de nueva planta en el lugar donde se erigía el antiguo Portal de Mar de Barcelona, que es donde se ubica el actual edificio de la Facultad de Náutica, obra del arquitecto Adolf Florensa.

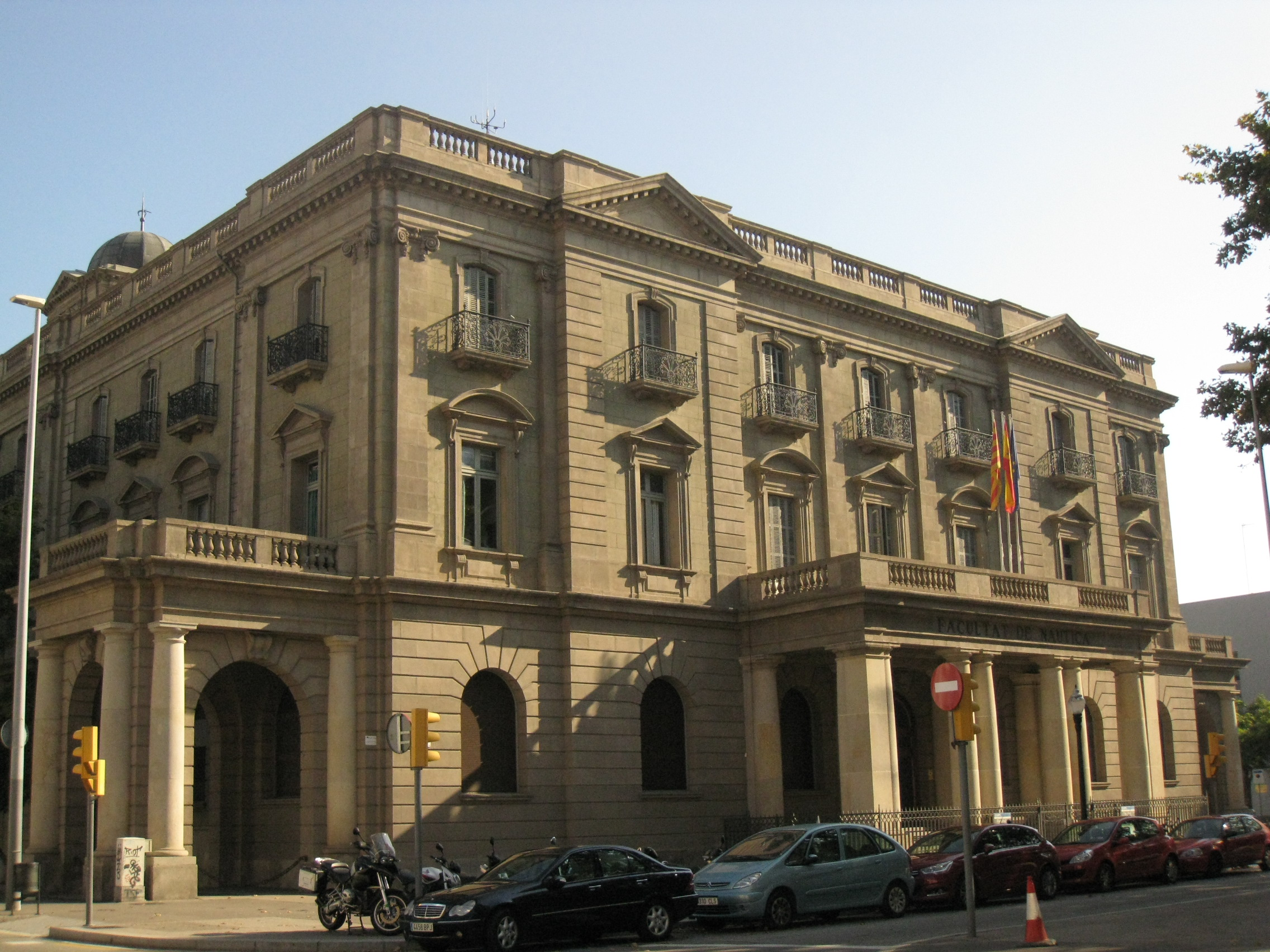
Facultad de Náutica de Barcelona

En el año 1929 se creó el Instituto Náutico del Mediterráneo con la voluntad de convertir la escuela en un tipo de “universidad del mar”, con un museo y una biblioteca especializada, que se instalaron en la planta baja con la inauguración de la nueva sede en 1932. El Instituto se regía por una Junta de Patronato. El director de la sección cultural era Francesc Condeminas Mascaró. 
Con el estallido de la Guerra Civil Española el nuevo edificio fue ocupado temporalmente por el Comité de Milicias Antifascistas. En octubre de 1936, con la creación del Museo Marítimo de Barcelona, el personal destinado al museo pasó ocupar el edificio de las Atarazanas Reales de Barcelona, donde se tenía que construir el nuevo museo, mientras que en el edificio de Pla de Palau  quedó la denominada Escuela de la Marina Mercante del Mediterráneo. Entre 1936 y 1939 la escuela tuvo adscrito un buque escuela, llamado Presidente Macià, que era el antiguo yate Rosa V del Conde de Godó.
La Escuela ha formado parte de varias entidades (de la marina mercante, del Ministerio de Marina, de la Dirección general de Navegación, del Ministerio de Instrucción Pública…) según el contexto histórico en que se encontraba, pero desde el año 1990 forma parte de la Universidad Politécnica de Cataluña (UPC), como Facultad de Náutica de Barcelona. Esta facultad es actualmente la más antigua de todas las que hay en España en su especialidad, y en 1969 celebró el aniversario del segundo centenario de su creación.
A lo largo del tiempo la Escuela de Náutica ha tenido académicos y profesores de gran relevancia científica e intelectual. Cabe destacar a José Ricart y Giralt (Barcelona, 1847 – 1930), astrónomo y meteorólogo de relieve; o a Santiago Hernández Yzal (Barcelona, 1921 – 2008), predecesor de los estudios de Economía Marítima y Sociología marítima en España. En la actualidad destaca Jaime Rodrigo de Larrucea por su relevancia en diferentes organismos marítimos nacionales e internacionales, y por sus trabajos en Derecho Marítimo y Seguridad marítima.
Otros profesores de la histórica Escuela de Náutica de Barcelona fueron: Federico Gómez Arias (Salamanca, 1828 – 1900), pionero de la Astronáutica en España; Ernesto Anastasio Pascual (Valencia, 1907 – Madrid, 1969), fundador de Compañía Trasmediterránea; Fernando Arranz Casaus (Zaragoza, 1895 – Barcelona, 1972), creador del Museo Marítimo de Barcelona; Gonzalo de Reparaz Ruiz (Sèvres 1901-Lima 1984), geógrafo de prestigio internacional y fundador de la Sociedad Catalana de Geografía; José Perez del Río (Barcelona, 1909 – Vilamajor, 1994), autor del Tratado General de Maquinas Marinas, obra de referencia en la ingeniería marina .